# Claudio Leturiaga
Claudio Leturiaga, né à Ognate (Guipuscoa), est un coureur cycliste espagnol. Il participe à des compétitions durant les années 1930 et 1940,.

## Palmarès

### Par année
- 1935
  - Championnat d'Ognate[3]
  - 3e de la Subida a Santo Domingo
- 1936
  - Subida a Urkiola
  - Subida a Arantzazu
  - 3e de la Subida a Santo Domingo
- 1941
  - GP Beasain

### Résultats sur le Tour d'Espagne
1 participation
- 1941 : abandon (9e étape)